# ヴァイオリン・フェイズ
ヴァイオリン・フェイズ（Violin Phase）は、スティーヴ・ライヒが1967年10月に作曲したミニマル・ミュージックの楽曲。ライヒはこの曲において、それまで「イッツ・ゴナ・レイン」（1965年）や「カム・アウト Come Out」（1966年）、「リード・フェイズ」（1966年）、「ピアノ・フェイズ」（1967年）で用いてきた技法であるフェイズ・シフティングを採用している。

## 概要
フェイズ・シフティングにおいて、音楽自体を構成するのは楽器ではなく元となる音列の時間的な変化である。このような音楽は一般的にプロセス・ミュージックと呼称される。この曲は、ライヒがフェイズ・シフティングの技法を生身の奏者に応用した一連の作品の3作目にあたる（「ピアノ・フェイズ」と「リード・フェイズ」に続くものである）。「リード・フェイズ」とこの曲では奏者が録音テープを伴って奏でる音楽のフェイズ・シフティングの可能性が模索されたが、「ピアノ・フェイズ」はテープなしの奏者2人のみによる楽曲であった。
ライヒの作品のうち、この曲のような「生演奏」による作品と、テープ作品の最も顕著な相違は、テープ作品が緩やかかつ一定の割合で生じる変化によって「ピュア・フェイジング」を生み出すのに対し、人の演奏によるものは、徐々に位相ずれが生じるセクションと一時的に一定のリズムとなるセクションが交互に現れて「階段的」になるところにある。
ライヒはこの作品をエレキ・ギターとテープ（または4つのエレキ・ギター）のために編曲している。

## 楽曲構成
この曲において、2つのヴァイオリンの音が録音され、最初は同期して再生される。それらのテープの片方に空白を導入することで、2つの音はゆっくりとずれを生じていく。この不一致から生じる相互作用によって新たな音楽が形成され、それを第3のヴァイオリンが強調する。このプロセスがその後、全曲を通して繰り返される。